# MH vitéz Vattay Antal 2. Területvédelmi Ezred
A Magyar Honvédség vitéz Vattay Antal 2. Területvédelmi Ezred a Magyar Honvédség egyik legnagyobb szárazföldi katonai szervezete, amely az Magyar Honvédség Tartalékképző és Támogató Parancsnokság közvetlen irányítása alá tartozik. Az ezred névadója Vattay Antal honvéd 	altábornagy, helyőrsége Nyíregyházán van. 
Az ezred feladata az Önkéntes Területvédelmi Tartalékos (ÖTT) rendszer kialakítása, fenntartása, fejlesztése. Az önkéntes tartalékos állomány területvédelmi feladatokra történő felkészítése.
A hosszú távban 7 db területvédelmi ezred felállítása a cél 2030-ig. A jelenlegi két ezred zászlóaljaiból fogják átszervezés útján felállítani az új alakulatokat.

## Története
Magyarországon a területvédelmi feladatok fontossága 2015-ben lépett új szintre Európában a migránsválság miatt. Magyarország ennek nyomán már 2016-ban megkezdte a területvédelmi erők kialakítását. Jelenleg két területvédelmi ezred működik az ország területén békeidőben.
Az ezred a Tiszántúlon működik és látja el teendőit.

## Szervezeti felépítése, alegységei
- Parancsnokság és törzs (Nyíregyháza)

- MH 3. Oláh Sándor Területvédelmi Zászlóalj (Hajdú-Bihar vármegye, Debrecen)
- MH 5. Farkas Gyula Területvédelmi Zászlóalj (Szabolcs-Szatmár-Bereg vármegye, Nyíregyháza)
- MH 10. Majthényi Károly Területvédelmi Zászlóalj (Borsod-Abaúj-Zemplén vármegye, Miskolc)

## Parancsnokai
| Név            | Rendfokozat | Parancsnoki beosztás                  | Parancsnoki beosztás után |
| -------------- | ----------- | ------------------------------------- | ------------------------- |
| Horváth András | alezredes   | 2018. október 1. – 2019. július 24.   |                           |
| Polyák András  | ezredes     | 2019. július 24. – 2022. március 7.   |                           |
| Vantal Zsolt   | ezredes     | 2022. március 7. – 2023. december 13. |                           |
| Orosz Antal    | alezredes   | 2023. december 13. –                  |                           |